# Мадліена
Мадліена (латис. Madliena) — населений пункт в Огрському краї Латвії. Адміністративний центр Мадліенської волості. Знаходиться біля автодороги P32 ( Аугшлігатне — Скривері) на правому березі річки Абза (притока Маза-Югли). Відстань до міста Огре становить близько 50 км.
За даними на 2018 рік, у населеному пункті проживало 762 особи. Є волосна адміністрація, середня школа, дошкільний навчальний заклад, музично-мистецька школа, будинок культури, бібліотека, пансіонат, пошта, лютеранська церква.

## Історія
Раніше населений пункт звався Зіссегаль (нім. Sissegal). У 1226 ризький єпископ Альберт фон Буксгевден віддав маєток своєму васалу Йоганну (Гансу) фон Унгерну, який одружився з донькою лівського вождя Каупо. 
В 1250 Унгерн отримав дозвіл побудувати церкву на березі річки Зіссе, увічнивши пам'ять Магдалени, рідної сестри своєї дружини, похованої там же. Церква була освячена на честь Марії Магдалини (Madeleine), що згодом дало назву всієї волості навколо неї.
Не пізніше 1438 тут була побудована існуюча понині кам'яна церква. Згідно з легендою, дзвіниця церкви постійно руйнувалася, поки в стіну двометрової товщини не замурували незайманку для протидії злим силам.
В 1710 населення волості майже повністю було знищене епідемією чуми.
У першій половині XIX століття Зіссегаль знову став густонаселеним: у приході налічувалося до трьохсот будинків та майже 4000 жителів.
За часів московсько-більшовицької окупації населений пункт був центром Мадлієнської сільради Огрського району. У селі була центральна садиба найбільшого в республіці радгоспу «Мадлієна».

## Населення

### Статистика
| Рік  | Жителів |
| ---- | ------- |
| 1935 | 142     |
| 1989 | 1034    |
| 2000 | 1076    |
| 2018 | 762     |

### Видатні жителі
У селі народився, виріс, а також був похований перший професійний живописець Лівонії Карліс Гун (1831—1877) .